# Церковь Михаила Архангела (Высова-Здруй)
 Памятник культуры Малопольского воеводства: регистрационный номер A-408 от 24 февраля 1986 года.
Церковь Святого Михаила Архангела (пол. Cerkiew św. Michała Archanioła) — бывшая грекокатолическая, в настоящее время православная церковь, находящаяся в селе Высова-Здруй, гмина Усце-Горлицке, Горлицкий повят, Малопольское воеводство. Приход входит в Перемышльскую и Новосондентскую епархию Польской православной церкви. Архитектурный памятник Малопольского воеводства, входящий в туристический маршрут «Путь деревянной архитектуры».

## История
Церковь была построена в 1779 году. В 1912 году внутренний интерьер храма, датируемый XVIII—XIX веками, был украшен полихромией с растительным орнаментом. Алтарь построен в стиле позднего барокко.
Первоначально до конца Второй мировой войны принадлежала общине Украинской грекокатолической церкви. После выселения лемков во время операции «Висла» (1947 г.) храм был передан Польской православной церкви. 17 декабря 2009 года состоялось окончательное юридическое оформление церкви в собственности Православной церкви, после которого грекокатолическая община села Высова-Здруй получила компенсацию от государства.
24 февраля 1986 года храм был внесён в реестр памятников культуры Малопольского воеводства.